# André Appel
Pour les articles homonymes, voir Appel.
André Appel, né à Strasbourg le 20 décembre 1921 et décédé au Hohwald le 1er novembre 2007, était un pasteur luthérien d'Alsace, devenu secrétaire général de la Fédération protestante de France, puis de la Fédération luthérienne mondiale, pour enfin assurer la présidence du Directoire de l'Église de la Confession d'Augsbourg d'Alsace et de Lorraine (ECAAL).

## Biographie
Fils de Georges Appel, pasteur à Saverne et d'Erna Meyer et petit-fils de Philippe Appel, pasteur à Guelma, puis à Bône et enfin à Barr, André Appel est né à Strasbourg le 20 décembre 1921. Le 8 août 1950, il a épousé Marjorie Rosell Pedersen, née à Brooklyn (États-Unis), dont il a eu quatre enfants.
Adolescent en Alsace occupée au début de la Seconde Guerre mondiale, il est pris dans une rafle de la Gestapo et est emprisonné au secret pendant un mois. Malgré les pressions de l'occupant il entreprit des études de théologie protestante successivement à Leipzig et Tübingen.  Incorporé de force en 1941 dans le Service du Travail (RAD), puis dans l'armée allemande en 1942, il est envoyé à Augsbourg, puis à Kiev et à Korosteny, tout près du front russe. De retour à Augsbourg.  il parvint en 1944, avec la complicité d'un de ses chefs et en falsifiant son état-civil pour se faire naître à Hanovre comme Allemand de souche, à se faire affecter sur le Rhin, à Vieux-Brisach. Il put ainsi déserter, traversant le fleuve à la nage et rejoindre un frère à Paris. Il reprit ses études à la Faculté de théologie protestante de Paris (1945) et les acheva à celle de Strasbourg (1946). Titulaire de la licence en théologie, il obtint une bourse pour aller compléter sa formation aux États-Unis et séjourna de 1946 à 1948 au St. Olaf College à Northfield (Minnesota), puis à Princeton, tout en donnant des leçons de français.
De retour en Alsace il fut ordonné pasteur de l'Église de la Confession d'Augsbourg d'Alsace et de Lorraine le 19 juin 1949. Pasteur à Sarreguemines, puis à Wissembourg, il fut nommé aumônier de la cité universitaire de Paris en 1955, puis secrétaire général de la Fédération protestante de France en 1957. Il revint à Strasbourg en 1964 comme pasteur à la paroisse du Temple Neuf.
Le 1er décembre 1965, il était nommé secrétaire général de la Fédération luthérienne mondiale et s'installait à Genève, siège de celle-ci. Il occupa ces fonctions jusqu'en septembre 1974, veillant à l'élargissement de cette fédération en direction des Églises de l'hémisphère sud et soutenant le dialogue entre luthériens et réformés, qui devait aboutir à la signature de la Concorde de Leuenberg en 1973. Pour cela il voyage beaucoup, en Éthiopie où il voit régulièrement l'empereur Hailé Sélassié, à Madagascar, en Amérique du Sud, en Allemagne de l'Est où il est interdit de prédication par les autorités, en Afrique du Sud et en Italie où il rend visite au pape Paul VI avec une délégation de la FLM.
Par décret du premier ministre du 2 juillet 1974, André Appel était nommé président du Directoire de l'ECAAL, en remplacement de M. Étienne Jung, démissionnaire. Premier théologien accédant à cette fonction légalement réservée à un laïc, généralement juriste, il devint en outre de plein droit président du chapitre de Saint-Thomas. Il fut également membre du Conseil œcuménique des Églises, président de la Conférence des Églises riveraines du Rhin (1974-1987) et président de la Conférence des Églises européennes (1979-1986).
Il a travaillé au rapprochement de l'ECAAL avec l'Église réformée d'Alsace et de Lorraine (ERAL) et à ouvrir son Église au monde contemporain et aux relations internationales.
Il a démissionné de ses fonctions et pris sa retraite à Strasbourg le 1er octobre 1987, ayant pour successeur le pasteur Michel Hoeffel. Il est décédé le 1er novembre 2007, au Hohwald.

## Distinctions
André Appel était chevalier de la Légion d'honneur et docteur honoris causa de trois universités nord-américaines : Lafayette College à Easton (Pennsylvanie) ; St. Olaf College (en), à Northfield (Minnesota) ; Thiel College (en) (Pennsylvanie).

## Sources
- Who's who 1985-1986
- (de) Marie-Joseph Bopp, Die evangelischen Geistlichen und Theologen in Elsass und Lothringen von der Reformation bis zur Gegenwart, Degener, Neustadt a. d. Aisch, 1959, p. 28
- Christian Wolff, « André Appel », in Nouveau dictionnaire de biographie alsacienne, no 43, p. 4446
- Recueil officiel de l'Église de la Confession d'Augsbourg d'Alsace et de Lorraine. tome 132, p. 5
- Albert Huber, « Mémoires d'un pasteur du monde », in Almanach luthérien 2007, p. 123.